# یوهان کریگر

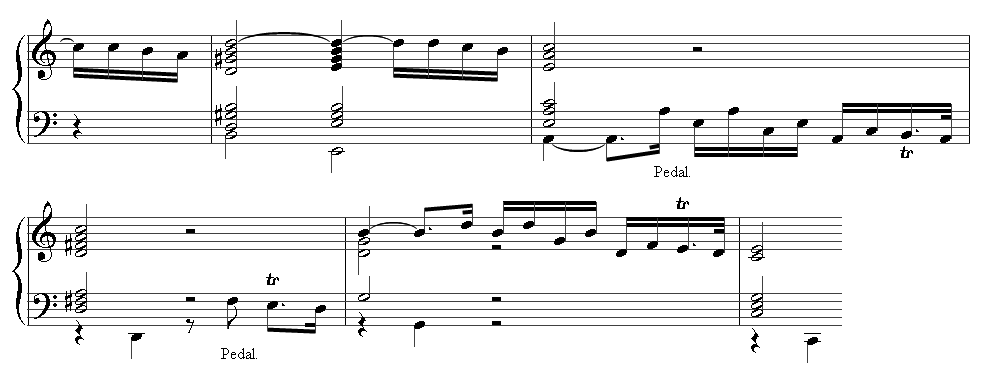
نت های موسیقی

یوهان کریگر (به انگلیسی: Johann Krieger) (زادروز ۲۸ دسامبر ۱۶۵۱ - درگذشته ۱۸ ژوئیه ۱۷۳۵) آهنگساز آلمانی متولد شهر نورنبرگ است. او آثاری برای موسیقی کلیسایی و نمایش‌های موزیکال نوشته‌است و در کلیساهای مختلفی چون بایرویت، تسایتز و گرایتس کار می‌کرد و از سال ۱۶۷۱ به‌عنوان ارگنواز و رئیس تئاتر تسیتا مشغول به‌کار شد و در سال ۱۷۳۵ در همان‌جا درگذشت.